# Архангельське (Дмитровогорське сільське поселення)
Архангельське (рос. Архангельское) — присілок в Конаковському районі Тверської області Російської Федерації.
Населення становить 22 особи. Входить до складу муніципального утворення Дмитровогорське сільське поселення.

## Історія
Від 2005 року входить до складу муніципального утворення Дмитровогорське сільське поселення.

## Населення
| 1859 | 2002 | 2010 |
| ---- | ---- | ---- |
| 158  | ↘46  | ↘22  |